# گریه (ترانه مایکل جکسون)
«گریه» (به انگلیسی: Cry) نام تک‌آهنگی از دهمین و آخرین آلبوم مایکل جکسون به نام شکست‌ناپذیر است. متن این ترانه همچون ترانه «تو تنها نیستی» (۱۹۹۵) توسط آر. کِلی، خوانندهٔ سبک آر اند بی نوشته شده‌است. آر. کلی بعدها یک ترانهٔ دیگر با نام «یک شانس دیگر» (۲۰۰۳) برای مایکل نوشت.

## جزئیات آهنگ
این ترانه دومین تک‌آهنگ آلبوم تسخیرناپذیر بود اما فقط در اروپا، استرالیا و کانادا منتشر شد. این آهنگ پس از انتشار در جدول تک‌آهنگ‌های بریتانیا رتبه 25 را دریافت کرد.
در این آهنگ مایکل جکسون همانند آهنگ‌های ترانه زمین، مردی در آینه و دنیا را نجات بده، از گروه کر استفاده شده که در نقطه پایانی آهنگ به اوج خود می‌رسد.

## مفهوم آهنگ
موسیقی با شروعی آرام و دلپذیر ادامه پیدا می‌کند و بعد به نقطه اوج خود می‌رسد که گروه کر همانند آواز کلیسا نغمه سر می‌دهند.
آهنگ گریه همانند آهنگ‌های مردی در آینه و دنیا را نجات بده، دارای موضاعاتی در مورد مشکلات و مسائل جهانی، جنگ، دروغ گویی‌ها، افسردگی، خودکشی، معجزه و ایمان است که یکی شدن مردم را پیشنهاد می‌کند تا بتوانند جهان را تغییر دهند.

## موزیک ویدئو
موزیک ویدئوی آهنگ توسط نیک برانت ساخته شده که تصاویری از مکان‌های مختلف نشان می‌دهد که مردم دست در دست هم داده‌اند و شعر می خوانند .نیک برانت پیش از این نیز در موزیک ویدئوهای کودکی و ترانه زمین با مایکل جکسون همکاری کرده بود.
جکسون خود در این موزیک ویدئو حضور نداشت. در زمان ساخت این موزیک ویدئو جکسون به دلیل نا کافی بودن امور تبلیغاتی در مورد این آلبوم و موزیک ویدئوها ناراضی بود. به همین دلیل سعی داشت دوباره موزیک ویدئوهایی بسازد که با مخالفت شرکت سونی که مسئول امور تبلیغاتی این آلبوم بود مواجه شد.

## دست اندرکاران
- صدای اصلی توسط مایکل جکسون
- تنظیم توسط آر کلی
- ساز کوبه‌ای توسط Paulinho Da Costa.
- تنظیم برنامه توسط مایکل جکسون و برد بوکسر
- گیتار توسط مایکل لاندو
- ضبط شده توسط مایک گینگ، برد گیلدرمن، هامبرتو گاتیکا
- میکس پایانی توسط مایکل جکسون و میک گوزاسکی